# Maršovice, Jablonec nad Nisou
Maršovice là một làng thuộc huyện Jablonec nad Nisou, vùng Liberecký, Cộng hòa Séc.